# Akumaizer 3
Akumaizer 3 (アクマイザ一3 Akumaizā Surī?) es una serie japonesa de género tokusatsu y ciencia ficción. Fue creada por Ishinomori Productions y producida por Toei Company. Fue transmitida por el canal de televisión NET (actual TV Asahi) y se estrenó el martes 7 de octubre de 1975 y finalizó su transmisión el 29 de junio de 1976, contando con 38 episodios. La serie fue sucedida por Choujin Bibyun.

## Producción
La serie tiene una fuerte inspiración en la obra de Alejandro Dumas, Los tres mosqueteros, esto se nota por las constantes referencias de la obra en la serie.
Debido a la naturaleza alienígena de los protagonistas estos no fueron interpretados por actores, si no por dobles de riesgo dentro de trajes. Por esta misma razón, las voces de los personajes son interpretadas por actores de voz, incluyendo varios de renombre.

## Sinopsis
La serie sigue a tres alienígenas cyborgs, los cuales traicionaron al Clan Akuma (Clan del diablo), un imperio que vive en el centro del mundo y que pretende expandir sus tierras, convirtiendo a la humanidad en sus esclavos. Los tres héroes son Xavitan, un valiente espadachin;Evil, un tirador con tintes narcisistas; y Gabra, un tanque de agua muy fuerte pero a su vez algo tonto. Estos tres héroes deberán proteger a la humanidad y derrotar a Mezalord, el líder del Clan Akuma.

## Personajes

### Akumaizer 3
- Xavitan (ザビタン Zavitan?), un espadachin hibrido entre un Akuma macho y una mujer humana. Él fue el primero en traicionar el Clan Akuma

- Evil (イビル Ibiru?) Es un tirador muy respetado en el Clan Akuma. Fue enviado junto a Gabra para matar a Xavitan. Tras este último salvar su vida, se alió con Xavitan.

- Gabra (ガブラ Gabura?) Es un demonio de agua muy bruto y con poco intelecto. Fue enviado junto a Ibiru para matar a Xavitan. Gabra se alió con Xavitan tras que este le diera primeros auxilios y salvara su vida. Tiene la habilidad de convertirse en un avestruz.

### Clan Akuma
- Mezalord (メザロード?) Un hombre frio y sádico. Es el líder del Clan Akuma.

## Canciones

### Tema de apertura
- Shouri da! Akumaizer 3 (勝利だ!アクマイザ一3?  ¡Victoria, Akumaizer 3!)
  - Letra: Shotaro Ishinomori
  - Composición y arreglos: Chumei Watanabe
  - Intérpretes: Ichiro Mizuki y Koorogi '73

### Tema de cierre
- Suzume Zaidabeck (すすめ!ザイダべック?  Adelante, Zaidabeck)
  - Letra: Saburo Hatte
  - Compsición y arreglos: Chumei Watanabe
  - Intérpretes: Ichiro Mizuki y Koorogi '73